# Andrzej Sarwa
Andrzej Juliusz Sarwa (ur. 12 kwietnia 1953 w Sandomierzu) – polski pisarz, poeta, tłumacz i dziennikarz.

## Życiorys
Debiutował 16 kwietnia 1975 trzema wierszami na antenie II programu Polskiego Radia w Warszawie; debiut drukowany – wiersz Mój synek w almanachu „Pierwszy komunikat” (Sandomierz 1976). Jest laureatem I Ogólnopolskiego Konkursu Literackiego im. ks. Jerzego Popiełuszki, Bydgoszcz 1992 – wyróżnienie w dziedzinie prozy.
W 1990 został członkiem Stowarzyszenia Autorów Polskich, w 1992 – Stowarzyszenia Dziennikarzy Polskich, zaś od 1997 jest członkiem Związku Literatów Polskich.
Był członkiem kapituły Literackiej Nagrody Polskiej Literatury Grozy im. Stefana Grabińskiego.
Był mężem Elżbiety Sarwy, założycielki i wieloletniej dyrektor i redaktor naczelnej Wydawnictwa Armoryka

## Twórczość
Dorobek twórczy Andrzeja Sarwy to ponad 250 publikacji książkowych (wliczając w to publikacje w antologiach i wydawnictwach zbiorowych) i około 1000 publikacji prasowych obejmuje kilka grup tematycznych. Są to: literatura piękna (poezja i proza), religioznawstwo i teologia ze szczególnym uwzględnieniem zagadnień eschatologicznych, zagadnień dotyczących schizm i herezji, gnozy i demonologii, autorskie przekłady z języków obcych, w tym także starożytnych i średniowiecznych tekstów źródłowych historii i religii (korzystając z przekładów na języki nowożytne), poradniki z zakresu zielarstwa i poradniki dotyczące uprawy i wykorzystania roślin krajowych i egzotycznych, teksty dotyczące Sandomierza, tzw. sandomiriana w tym przewodniki turystyczne, oraz literatura popularna. Utwory Andrzeja Sarwy drukowało 30 wydawnictw w 15 miastach i 5 krajach, a były one tłumaczone na: angielski, turecki, rosyjski, ukraiński, hiszpański, niemiecki, francuski, japoński, włoski i czeski

## Ważniejsze publikacje (wybór)
Literatura piękna
- Wieszczba krwawej głowy, Sandomierz 2017, ISBN 978-83-8064-436-6.
- Cmentarz Świętego Medarda, Sandomierz 2018, ISBN 978-83-8064-518-9.
- Tuman krwawej mgły, Sandomierz 2019, ISBN 978-83-8064-770-1.
- Syn Cienistej Strony, Sandomierz 2019, ISBN 978-83-8064-610-0.
- Tajemnica rodu Semberków, Sandomierz 2017, ISBN 978-83-8064-437-3.
- Barry. Opowiadania o psach, Sandomierz 2018, ISBN 978-83-8064-514-1.
- Opowieść o Halinie, córce Piotra z Krępy, Katowice 1991, ISBN 83-7030-081-2.
- Pąsowy liść klonu, Sandomierz 2012, ISBN 978-83-257-0374-5.
- Legendy i opowieści sandomierskie, Sandomierz 2005, ISBN 83-7300-525-0.
- Tam Lin i Królowa Elfów, Sandomierz 2013, ISBN 978-83-62661-88-6.

Religioznawstwo
- Rzeczy ostateczne człowieka i świata. Eschatologia Kościoła Wschodniego, Łódź 2003, ISBN 83-7229-052-0.
- Rzeczy ostateczne człowieka i świata. Eschatologia Islamu, Łódź 2003, ISBN 83-7229-053-9.
- Rzeczy ostateczne człowieka i świata. Eschatologia Zaratusztrianizmu, Sandomierz 2005, ISBN 83-60276-02-1.
- Syn zatracenia. Zaświaty w wierzeniach Kościołów tradycji katolickiej, Sandomierz 2010, ISBN 978-83-62173-57-0.
- Porwanie Kościoła. Rzeczy ostateczne człowieka i świata w wierzeniach Kościołów tradycji protestanckiej, Sandomierz 2013, ISBN 978-83-7950-010-9.
- Herezjarchowie i schizmatycy, Poznań 1991, ISBN 83-85100-49-0.
- Czciciele Ognia, Czasu i Szatana. Religie Iranu: zaratusztrianizm, zurwanizm, anahityzm, mitraizm, manicheizm, mazdakizm, mazdaznanizm, jazydyzm, Sandomierz 2008, ISBN 978-83-60276-63-1.
- Nie wszyscy pomrzemy. Kościoły orientalne: tradycja – historia – eschatologia, Sandomierz 2012, ISBN 978-83-62661-44-2.
- Opowieści czyśćcowe, Sandomierz 2008, ISBN 978-83-7300-936-3.
- Tajemna Księga oraz inne katarskie teksty sakralne, Sandomierz 1991, ISBN 978-83-62173-15-0.

Leksykony i poradniki
- Wielki leksykon roślin leczniczych, Warszawa 2001, ISBN 83-05-13159-9.
- Encyklopedia działkowca, Warszawa 2005, ISBN 83-05-13392-3.
- Wielka Księga Nalewek, Warszawa 2005, ISBN 83-05-13398-2.
- Lecznicze napitki, Warszawa 2005, ISBN 83-05-13398-2.
- Lecznicze przyprawy, Warszawa 2001, ISBN 83-05-13398-2.
- Szlachetne i dzikie drzewa i krzewy owocowe, Warszawa 1999, ISBN 83-05-13014-2.
- Mała encyklopedia doniczkowych roślin ozdobnych, Tarnów 1994, ISBN 83-85601-39-2.
- Tajemnice czterystu ziół, Tarnów 1995, ISBN 83-85601-65-1.
- Dalekowschodnie rośliny lecznicze w ogródku i na działce, Katowice 1992, ISBN 83-900304-8-9.
- Sad inny niż wszystkie, Katowice 1992, ISBN 83-900304-6-2.
- Egzotyczne rośliny użytkowe w domu i w ogrodzie, Warszawa 1989, ISBN 83-202-0777-0.

## Odznaczenia
- 2015 r. został przez Ministra Kultury i Dziedzictwa Narodowego Małgorzatę Omilianowską uhonorowany odznaką Zasłużony dla Kultury Polskiej.
- 2017 r. został przez Szefa Urzędu do Spraw Kombatantów i Osób Represjonowanych uhonorowany Medalem „Pro Patria”.
- 2018 r. został przez Prezydenta R.P. Andrzeja Dudę odznaczony Złotym Krzyżem Zasługi[7].
- 2019 r. został przez Wicepremiera i Ministra Kultury i Dziedzictwa Narodowego R.P. Piotra Glińskiego odznaczony Brązowym Medalem „Zasłużony Kulturze Gloria Artis”.
- 2020 r. został przez Prezydenta R.P. Andrzeja Dudę odznaczony Medalem Stulecia Odzyskanej Niepodległości[8].
- 2020 r. został przez Rosyjski Związek Pisarzy uhonorowany medalem «Афанасий Фет 200 лет» ustanowionym z okazji 200-lecia urodzin Afanasija Feta[9].
- 2020 r. został przez Rosyjski Związek Pisarzy uhonorowany medalem «Иван Бунин 150 лет» ustanowionym z okazji 150-lecia urodzin Iwana Bunina[10].
- 2020 r. za dorobek twórczy został przez Rosyjski Związek Pisarzy odznaczony gwiazdą «Наследие» II stopnia[11].
- 2021 r. został przez Rosyjski Związek Pisarzy uhonorowany medalem «Федор Достоевский 200 лет» ustanowionym z okazji 200-lecia urodzin Fiodora Dostojewskiego[12].
- 2021 r. został przez Rosyjski Związek Pisarzy uhonorowany medalem «Николай Некрасов 200 лет» ustanowionym z okazji 200-lecia urodzin Nikołaja Niekrasowa[13].
- 2021 r. za dorobek twórczy został przez Rosyjski Związek Pisarzy odznaczony gwiazdą «Наследие» II stopnia[14].
- 2021 r. został przez JKW Oheneba Nana Kwame Obeng II., Głowę Królestwa Sefwi Obeng-Mim, Ghana przyjęty do Royal Order of the Golden Fire Dog i uhonorowany Gwiazdą Kawalerską tegoż Orderu[15].
- 2022 r. został przez JKW Oheneba Nana Kwame Obeng II., Głowę Królestwa Sefwi Obeng-Mim, uhonorowany Gwiazdą Komandorską Royal Order of the Golden Fire Dog[16].
- 2022 r. został przez JKW Nana Okofrobòúr Ababio II, władcę tradycyjnego królestwa Aszanti Akyem Hwidiem, Ghana przyjęty do Royal Order of the Golden Leopard i uhonorowany Krzyżem Kawalerskim tegoż Orderu[17].
- 2022 r. – za dorobek twórczy został przez Rosyjski Związek Pisarzy odznaczony gwiazdą «Наследие» II stopnia[18].
- 2022 r. został przez JKW Nana Agyemang Duah Katakyie III, suwerennego wodza tradycyjnego królestwa New Sawereso-Seinuah, Ghana przyjęty do Royal Order of the Tiger And Hawk jako Knight Commander i uhonorowany Medalem Komandorskim tegoż Orderu[19].
- 2022 r. został przez Ministerstwo Edukacji i Nauki odznaczony Medalem Komisji Edukacji Narodowej[20].
- 2022 r. został przez Prezydenta R.P. Andrzeja Dudę odznaczony Krzyżem Kawalerskim Orderu Odrodzenia Polski[21][22].
- 2024 r. przez JKW Oheneba Nana Kwame Obeng II., Głowę Królestwa Sefwi Obeng-Mim, został podniesiony do rangi Wielkiego Oficera (Kofo, Grand Officer) i uhonorowany Gwiazdą Wielkiego Oficera Royal Order of the Golden Fire Dog[23].
- 2024 r. przez JKW Księcia Ghariosa El Chemor of Ghassan Al-Nu’Man VIII został uhonorowany medalem JKW Księcia Sheikh Nassifa El Chemora (1945-2017)[24].

## Nagrody i wyróżnienia

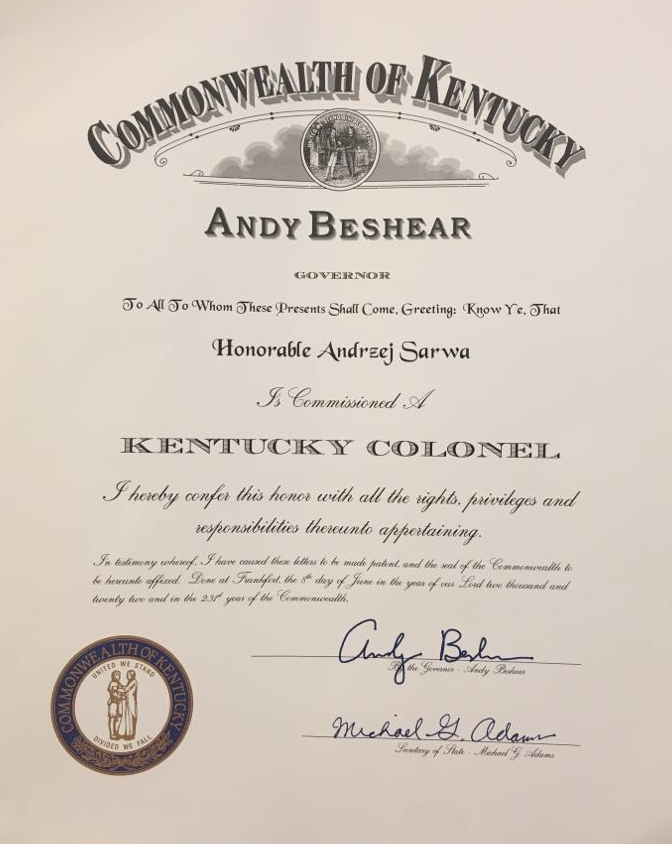
Patent pułkownika Kentucky

- 1992 r. został laureatem I Ogólnopolskiego Konkursu Literackiego im. ks. J. Popiełuszki w Bydgoszczy, wyróżnienie w dziedzinie prozy.
- 2011, 2012 i 2014 r. nominowany do tytułu Sandomierzanina Roku.
- 2015 r. otrzymał tytuł Sandomierzanin Roku.
- 2015 r. otrzymał nagrodę Ministra Kultury i Dziedzictwa Narodowego.
- 2019 r. z rąk marszałka województwa Andrzeja Bętkowskiego i przewodniczącego Sejmiku Andrzeja Prusia otrzymał Świętokrzyską Nagrodę Kultury II stopnia.
- 2020 r. został nominowany do nagrody literackiej «Наследие» („Nasledije”) ustanowionej przez Rosyjski Związek Pisarzy wraz z Rosyjskim Domem Cesarskim pod osobistym patronatem Jej Cesarskiej Wysokości Wielkiej Księżny Marii Władymirowny Romanowej[25][26].
- 2020 r. został nominowany do rosyjskiej nagrody literackiej «Писатель года 2020» („Pisarz Roku 2020”) ustanowionej przez Rosyjski Związek Pisarzy[27]
- 2021 r. został nominowany do nagrody literackiej «Наследие» („Nasledije”) ustanowionej przez Rosyjski Związek Pisarzy wraz z Rosyjskim Domem Cesarskim pod osobistym patronatem Jej Cesarskiej Wysokości Wielkiej Księżny Marii Władymirowny Romanowej[28].
- 2021 r. został nominowany do rosyjskiej nagrody literackiej «Писатель года 2021» („Pisarz Roku 2021”) ustanowionej przez Rosyjski Związek Pisarzy[28].
- 2022 r. od Andy Beshear'a Gubernatora Kentucky (USA) otrzymał patent pułkownika Kentucky (Kentucky Colonel)[29] co uczyniło go członkiem elitarnej społeczności Pułkowników Kentucky (Honorable Order of Kentucky Colonels)[30] i w związku z tym wolno mu nosić Przypinkę pułkownika Kentucky.
- 2024 r. został członkiem The Royal Ghassanid Academy of Arts and Sciences z siedzibą w Bonn w Niemczech, z oddziałami w Libanie, Jordanii, Brazylii, Stanach Zjednoczonych i Kanadzie. [31].